# Kerry Lang
Kerry Lang (* 24. Januar 1976 in Glasgow) ist eine ehemalige schottische Profi-Triathletin, schottische Duathlon-Meisterin, britische Triathlon-Vizemeisterin des Jahres 2009 und Mitglied der britischen Weltmeisterschaftsserien-Mannschaft seit 2009 bzw. zuvor in der Vorgänger-Serie, dem BG-Weltcup 2007 und 2008.

## Sportliche Karriere
Kerry Lang begann 2004 mit ITU-Wettkämpfen und gewann in diesem Jahr ihre erste Europacup-Medaille.
In den sieben Jahren von 2004 bis 2010 nahm Lang an 39 ITU-Bewerben teil und errang acht Top-Ten-Platzierungen.
Sie ging für Schottland bei den Commonwealth Games in Melbourne 2006 an den Start und belegte den 18. Rang.
In Frankreich geht Lang seit 2008 für den Club Poissy in der Clubmeisterschafts-Serie Lyonnaise des Eaux an den Start. 2010 nahm sie an zwei Wettkämpfen teil: in Beauvais wurde sie 12. und in Paris 14. 2011 war Lang bislang nur in Tours am Start, für dieses Rennen liegt keine Einzelwertung vor.
Im Weltmeisterschafts-Ranking 2011 fiel Lang vorläufig auf Platz 63 zurück (August 2011), weil sie bei zwei Bewerben ausschied. Kerry Lang nimmt auch an Nicht-ITU-Wettkämpfen teil, so gewann sie beispielsweise 2011 den 15. Internationalen Duathlon in Lanzarote (22. Januar 2011).
Ihr Coach war Marc Jenkins, der Mann der schottischen Triathletin Helen Jenkins. Seit 2012 tritt sie nicht mehr international in Erscheinung.

### Privates
Kerry Lang studierte Medizin an der University of Edinburgh Medical School (MBChB, 1998) und dem Royal College of Surgeons (MRCS, Glasgow 2001). Sie arbeitet in der HNO-Abteilung des Glasgower Southern General Hospital.
Kerry Lang lebt in Elderslie. Sie ist seit September 2013 verheiratet mit Joel Filliol.

## ITU-Wettkämpfe
Die folgende Aufstellung beruht auf den offiziellen ITU-Ranglisten und der ITU Athletes’s Profile Page.
Wo nicht eigens angegeben, handelt es sich um Triathlon-Bewerbe (olympische Distanz) und um die Elite-Kategorie.
| Datum         | Wettbewerb                                           | Ort           | Rang |
| ------------- | ---------------------------------------------------- | ------------- | ---- |
| 6. März 2004  | Panamerika-Cup                                       | Roatan        | 20   |
| 10. Juli 2004 | Europacup                                            | Echternach    | 10   |
| 14. Aug. 2004 | Europacup                                            | Lough Neagh   | 3    |
| 24. Apr. 2005 | Weltcup                                              | Mazatlan      | 9    |
| 15. Mai 2005  | Weltcup                                              | Ishigaki      | 13   |
| 6. Aug. 2005  | Weltcup                                              | Hamburg       | DNF  |
| 14. Aug. 2005 | Weltcup                                              | Tiszaújváros  | 11   |
| 17. Sep. 2005 | OSIM-Weltcup                                         | Peking        | 24   |
| 19. Feb. 2006 | Ozeanien-Cup                                         | Hobart        | DNF  |
| 18. März 2006 | Commonwealth-Spiele                                  | Melbourne     | 18   |
| 26. März 2006 | Weltcup                                              | Mooloolaba    | 17   |
| 7. Mai 2006   | Weltcup                                              | Mazatlan      | 17   |
| 1. Juli 2007  | Asiencup                                             | Shichigahama  | 2    |
| 29. Juli 2007 | BG-Weltcup                                           | Salford       | 22   |
| 11. Aug. 2007 | BG-Weltcup                                           | Tiszaújváros  | DNF  |
| 30. Aug. 2007 | BG-Weltmeisterschaft                                 | Hamburg       | 50   |
| 7. Okt. 2007  | BG-Weltcup                                           | Rhodos        | 15   |
| 4. Nov. 2007  | BG-Weltcup                                           | Cancun        | 8    |
| 1. Dez. 2007  | BG-Weltcup                                           | Eilat         | DNF  |
| 23. Feb. 2008 | Afrika-Cup                                           | Bloemfontein  | 2    |
| 30. März 2008 | BG-Weltcup                                           | Mooloolaba    | 17   |
| 6. Apr. 2008  | BG-Weltcup                                           | New Plymouth  | 18   |
| 13. Apr. 2008 | BG-Weltcup                                           | Ishigaki      | 11   |
| 4. Mai 2008   | BG-Weltcup                                           | Richards Bay  | 25   |
| 10. Mai 2008  | Europameisterschaft                                  | Lissabon      | 17   |
| 25. Mai 2008  | BG-Weltcup                                           | Madrid        | 15   |
| 5. Juni 2008  | BG-Weltmeisterschaft                                 | Vancouver     | 30   |
| 27. Sep. 2008 | BG-Weltcup                                           | Lorient       | DNS  |
| 2. Mai 2009   | Dextro-Energy-Weltmeisterschaftsserie                | Tongyeong     | 33   |
| 21. Juni 2009 | Dextro-Energy-Weltmeisterschaftsserie                | Washington DC | 21   |
| 27. Juni 2009 | Elite-Cup                                            | Hy-Vee        | 22   |
| 11. Juli 2009 | Dextro-Energy-Weltmeisterschaftsserie                | Kitzbühel     | 28   |
| 15. Aug. 2009 | Dextro-Energy-Weltmeisterschaftsserie                | London        | 25   |
| 9. Sep. 2009  | Dextro-Energy-Weltmeisterschaftsserie: Großes Finale | Gold Coast    | 21   |
| 8. Mai 2010   | Dextro-Energy-Weltmeisterschaftsserie                | Seoul         | 26   |
| 5. Juni 2010  | Dextro-Energy-Weltmeisterschaftsserie                | Madrid        | 37   |
| 10. Juli 2010 | Weltcup                                              | Holten        | 7    |
| 14. Aug. 2010 | Dextro-Energy-Weltmeisterschaftsserie                | Kitzbühel     | 28   |
| 8. Sep. 2010  | Dextro-Energy-Weltmeisterschaftsserie: Großes Finale | Budapest      | 33   |
| 10. Okt. 2010 | Weltcup                                              | Huatulco      | 7    |
| 5. März 2011  | Sprint-Panamerika-Cup                                | Clermont      | 6    |
| 26. März 2011 | Weltcup                                              | Mooloolaba    | 10   |
| 9. Apr. 2011  | Dextro-Energy-Weltmeisterschaftsserie                | Sydney        | 36   |
| 17. Apr. 2011 | Weltcup                                              | Ishigaki      | 37   |
| 18. Juni 2011 | Dextro-Energy-Weltmeisterschaftsserie                | Kitzbühel     | DNF  |
| 9. Juli 2011  | Premium-Europacup                                    | Holten        | 3    |
| 16. Juli 2011 | Dextro-Energy-Weltmeisterschaftsserie                | Hamburg       | DNF  |
| 31. Juli 2011 | Premium-Europacup                                    | Banyoles      | 8    |
| 6. Aug. 2011  | Dextro-Energy-Weltmeisterschaftsserie                | London        | 52   |
| 14. Aug. 2011 | Weltcup                                              | Tiszaújváros  | 15   |

BG = der Sponsor British Gas · DNF = Did Not Finish·